# Vintage Photo Festival - Festival Internazionale degli Amanti della Fotografia Analogica
Il Vintage Photo Festival – Festival Internazionale degli Amanti della Fotografia Analogica è un evento culturale annuale organizzato a Bydgoszcz dalla Fondazione Fotografistka. Nasce nel 2015 dalla passione per la fotografia tradizionale e dalla convinzione che le tecniche fotografiche passate stiano vivendo una rinascita. Nonostante la grande rivoluzione ed evoluzione nell'ambito della fotografia digitale, è visibile un ritorno o addirittura una rinascita della fotografia cosiddetta analogica. Le fotocamere a pellicola sono nuovamente utilizzate, come confermano le osservazioni dei produttori di pellicole fotografiche come Kodak, che negli ultimi anni ha rimesso in produzione alcuni tipi di negativi che erano stati ritirati dal mercato. Il risultato è che autori sempre più giovani usano come mezzo di espressione la cosiddetta fotografia analogica.
L'idea del festival si basa sulle ricche tradizioni fotografiche di Bydgoszcz, dove ancora fino agli anni 90 del XX secolo funzionava la Foton, la seconda più grande fabbrica di produzione di materiali fotografici del paese. Sulla base di questo patrimonio culturale l'ideatrice della manifestazione Katarzyna Gębarowska ha creato un evento precursore della fotografia tradizionale, il cui punto di forza è la moderna piattaforma educativa e di animazione. L'obiettivo del festival è propagare la fotografia tradizionale e presentare le tendenze attuali in questo settore. Ogni edizione del festival è ricca di mostre, incontri con gli autori, laboratori, proiezioni di film, concerti e altri eventi collaterali.
Elemento fondamentale del festival è il concorso Vintage Grand Prix. Il suo scopo è selezionare i progetti più interessanti inviati ogni anno da tutto il mondo. Il concorso è aperto al pubblico. La fondazione invita a presentare le proprie opere sia fotografi professionisti che studenti e diplomati di scuole d'arte, amatori e liberi professionisti. Le immagini inviate al concorso devono essere realizzate con tecniche tradizionali: fotografia su lastra, fotografia su membrana, Polaroid, camera oscura, dagherrotipo, piastra a collodio umido, calotipia, cianotipia e altre. La giuria è composta dalla direttrice del festival Katarzyna Gębarowska, Adam Mazur, Maria Teresa Salvat e Paweł Żak.
Partner principale dell'evento è il voivodato della Cuiavia-Pomerania. Il festival è cofinanziato da fondi del Ministero della Cultura e del Patrimonio Nazionale, dal Comune di Bydgoszcz e dall'Ufficio del Maresciallo a Toruń.

## Storia

### Vintage Photo Festival 2015

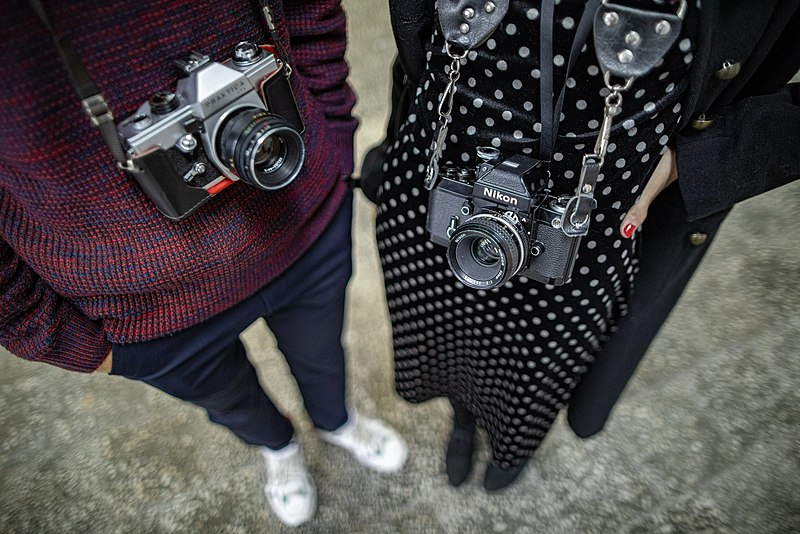
Materiali per la stampa del Vintage Photo Festival

Nella prima edizione del festival gli organizzatori si sono concentrati sulla corporeità umana. Anna Grzelewska ha presentato la mostra "Julia Wannabe" mostrando l'infanzia, le sue difficoltà e il periodo per diventare un giovane adulto. Anche Eugenia Maximova nella mostra "Associated Nostalgia" ha deciso di dare uno sguardo da vicino all'infanzia. Molti dei suoi ricordi d'infanzia sono legati al kitsch, a volte difficile da digerire, ma per molti anche senza pretese e di buon gusto. L'artista considera il suo lavoro come una sorta di antidoto ai tipici racconti della regione bulgara in cui è cresciuta. Il tema della corporeità è fortemente segnato nella mostra di Eva Rubinstein "Autoritratto", curata da Katarzyna Gębarowska. L'autrice crede che ogni fotografia sia una sorta di autoritratto e proprio questo è ciò che mostrano le sue opere.
Inoltre al festival è stato possibile vedere la mostra di Wojciech Prażmowski "Miłosz Locale", che rappresenta luoghi legati alla vita e all'opera di Czesław Miłosz. La mostra era un viaggio immaginario sulle orme del Maestro attraversi luoghi importanti per il poeta in Polonia e Lituania, culture che si intrecciano.
L'artista Marja Pirilä nel suo ciclo "Interior/Exterior" ha presentato la tecnica della camera oscura. A sua volta Hanna Zamelska ha presentato il processo colloidale.
La vincitrice del concorso Vintage Grand Prix è stata Anita Andrzejewska. "Deliberatamente" è un ciclo di alcune fotografie in bianco e nero realizzate durante i numerosi viaggi della fotografa in Birmania. Nella fotografia cerca di entrare più in profondità e più personalmente nello spirito di questo luogo e creare un racconto universale sulle persone, i paesaggi e gli oggetti. Al secondo posto si è classificata Marzena Kolarz. "ALL". Ha realizzato le foto premiate usando la tecnica dell'ambrotipia. Al terzo posto il classico reportage in bianco e nero di Piotr Cieśla.

### Vintage Photo Festival 2016

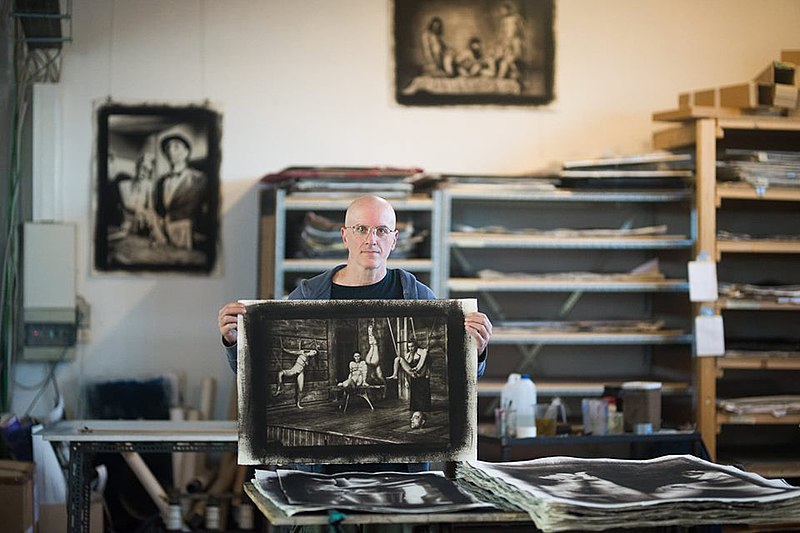
Materiali per la stampa del Vintage Photo Festival

Nella seconda edizione del festival era visibile il tema del ritorno alle radici e della relativa malinconia. Lo spazio espositivo comprendeva, tra le altre, le opere del maestro della fotografia Tadeusz Rolke. La mostra "Bariti" ha presentato fotografie che presentavano una rassegna di vari anni del lavoro dell'artista, dalla fine degli anni 50 alla seconda metà degli anni 80. Il punto di partenza per la mostra di Amy Friend "Dare Alla Luce" sono state fotografie vintage anonime ritrovate. Manipolando la luce, l'artista ha dato un significato metaforico alle vecchie foto. Le fotografie d'archivio sono state il punto di partenza anche del progetto di Aneta Grzeszykowska "Negative Book". L'artista ha realizzato con tecnica analogica tradizionale una serie di fotografie del proprio corpo, dipingendolo di nero per ottenere nei negativi un suo ritratto positivo.
Secondo Emmanuel Levinas il viso non può mai essere caratterizzato e raffigurato completamente. È un elemento infinito e indefinito che disturba l'unità e la tranquillità del nostro mondo. Proprio in questo modo è stata annunciata la mostra di Filip Ćwik "12 Facce".
Al primo posto del concorso Vintage Grand Prix 2016 si è classificata Izabela Poniatowska. Il suo progetto "Santino", realizzato con la tecnica della fotografia senza macchina fotografica, è un'interpretazione contemporanea dei tradizionali santini. Al secondo posto Marcela Paniak. Il suo ciclo di fotografie d'archivio di famiglia intitolato "Storie di famiglia" pone la domanda "È possibile ricostruire la propria storia basandosi sulla visione di fotografie dell'infanzia e conversazioni con i membri della famiglia?" Al terzo posto si è classificata Malwina Adaszek con le sue polaroid dal titolo "Dreamland". L'artista ha voluto catturare l'atmosfera perduta degli anni più giovani, quando i suoi interessi ruotavano attorno al sentirsi in armonia con la natura, alla nostalgia per una vita semplice e priva di preoccupazioni. Riconoscimenti onorari sono stati assegnati anche a Paweł Biedrzycki, Mindaugas Gabrenas e Agnieszka Piasecka.

### Vintage Photo Festival 2017
Il tema portante della terza edizione del Vintage Photo Festival sono state le tecniche per ottenere il colore in passato e al giorno d'oggi. Nel 1907 i fratelli Lumière hanno brevettato a tecnica degli autocromi, ovvero il primo metodo per ottenere una fotografia a colori su una lastra di vetro sotto forma di positivo. Durante il festival è stata presentata la collezione di autocromi di Tadeusz Rząca, fotografo e imprenditore di Cracovia, realizzati intorno agli anni 1910–1920.
L'artista olandese Sanne de Wilde ha presentato a sua volta il progetto "The Island of the Colorblind" realizzato nel 2015 su due isole della Micronesia nello stato del Pohnpei abitate da persone affette da secoli dalla malattia ereditaria acromatopsia (daltonismo totale). Usando diverse tecniche fotografiche (tra cui fotografia agli infrarossi, foto colorate a mano), l'artista ha cercato di avvicinare lo spettatore al mondo delle persone che non riconoscono i colori.
Un altro approccio al colore è stato presentato da Pszemek Dzienis, che nel suo progetto "Pureview" ha ricreato la definizione della fotografia come pittura con la luce, promossa da uno due suoi pionieri, Talbot. Nel suo progetto la cosa più importante è il colore che si contra con il paesaggio. Il colore del paesaggio, ottenuto con una tecnica di sua invenzione, è stato anche il motto principale della mostra di Teresa Gierzyńska "Nastroje", curata da Katarzyna Gębarowska. L'artista vi ha presentato fotografie a colori inedite scattate dal 1984.
Il vincitore del concorso Vintage Grand Prix 2017 è stato Tomasz Kowalczyk con il suo progetto "Deserted land". Al secondo posto Tomasz Lewandowski con il ciclo in bianco e nero dal titolo "Auschwitz - ultima ratio dell'era del modernismo". Al terzo posto Agata Jarczyńska e il suo ciclo di fotografie a colori realizzate su lastra dal titolo "Saudade". Katarzyna Michalska e Joanna Borowiec hanno ricevuto menzioni d'onore.

### Vintage Photo Festival 2018

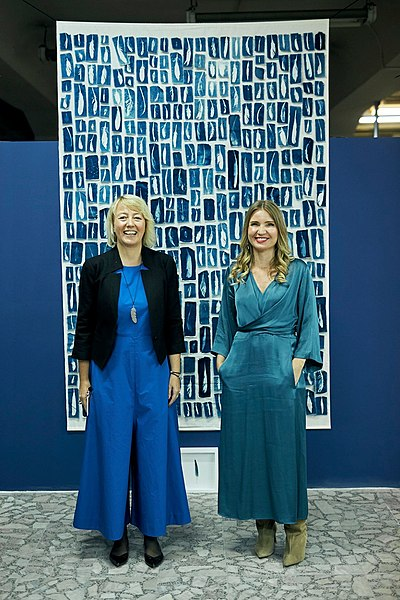
Materiali per la stampa del Vintage Photo Festival

Il tema principale della quarta edizione del festival è stata la frase "La donna davanti e dietro l'obiettivo" con riferimento al fatto che il 2018 è stato designato dal Sejm della Repubblica di Polonia come Anno della Donna. Facendo riferimento al tema dell'evento, il Vintage Photo Festival è stato il primo al mondo a esporre negativi in bianco e nero, trovati in una soffitta a San Pietroburgo, di Masha Ivashintsova, considerata la Vivian Maier russa. La curatrice della mostra è stata Katarzyna Gębarowska e Masha Galleries. Al festival è apparsa anche Aruna Canevascini, con il suo progetto dal titolo "Villa Argentina". In questa solitudine creativa a due, l'artista affronta i temi dell'addomesticamento, della femminilità e della migrazione.
Il progetto di Eric Schuett intitolato "Regine di campagna" ha lo scopo di presentare ritratti di donne anziane nei loro costumi tradizionali popolari, portati quotidianamente in casa o nelle occasioni speciali. Il fotografo ha creato un ciclo dallo spirito etnografico di ritratti che aprono la porta a un'epoca passata, a sua volta Shuwei Liu ha presentato lo spirito della lontana provincia settentrionale dal titolo "Childhood Revisited".
La mostra intitolata "Antica, moderna, postuma" della collezione di fotografie dei sig.ri Madelski, curata da Adam Mazur e Ariana Hekmat, è stata un'occasione di vedere classiche stampe in camera oscura realizzate dai maestri della fotografia polacca.
La mostra di vecchie fotografie della fabbrica Foton è stata accompagnata dalla prima del libro "Donne della Foton" scritto da Małgorzata Czyńska e Katarzyna Gębarowska. Il reportage è una raccolta di storie raccontate da immagini provenienti dagli archivi privati delle protagoniste del libro. Il libro descrive l'industria fotochimica, adatta per le donne. Nell'Impianto fotochimico di Bydgoszcz "Foton" la maggior parte del personale era composto da donne. Hanno costruito la leggenda della fotografia analogica polacca del dopoguerra, il successo del più grande produttore di carta per la fotografia in bianco e nero e a colori. Chimiche, tecniche di laboratorio e contabili hanno aggiunto il loro capitolo alla storia ufficiale della Foton. Hanno parlato con passione delle scelte professionali, della situazione delle donne nell'industria, degli amori e dei matrimoni fatti nella camera oscura fotografica.
Vincitrice del primo premio al concorso Vintage Grand Prix 2018 è stata Paulina Ząbek. "Vuoto" è una serie di fotografie sulla malattia di Alzheimer, realizzate utilizzando la tecnica del collodio umido. Al secondo posto si è classificato Piotr Rosiński. Il suo progetto "Entropia, inerzia, vuoto" è una serie di fotografie realizzate con la tecnica della cianotipia colorata che presentano una visione estetica del mondo dell'autore. Il terzo posto è stato conquistato da Arianna Ancona. Il progetto "Quarta Costa" mostra la tragedia di migliaia di libici deportati nel 1911 nelle isole Tremiti durante la guerra italo-turca. Contiene scansioni di materiali di archivio, stampati e colorati in verde per onorare la memoria e rispettare le tradizioni libiche. Menzione d'onore per Łukasz Szamałek e Maciek Iwaniszewski. Marek Noniewicz ha ricevuto un premio speciale per i risultati eccezionali. Al festival ha esibito il progetto "This is not Still Life", un ciclo di fotografie realizzato negli anni 2013-2016.

### Vintage Photo Festival 2019

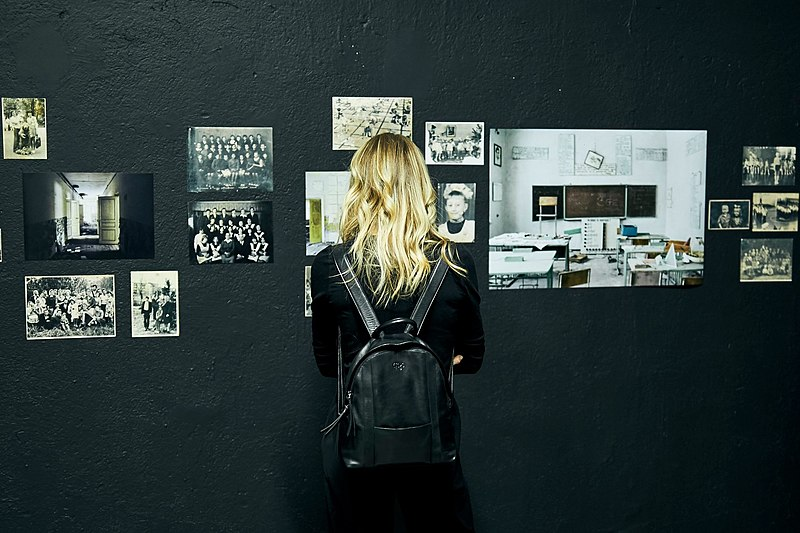
Materiali per la stampa del Vintage Photo Festival

Nella quinta edizione del Vintage Photo Festival sono state presentate mostre di artisti internazionali e locali nel contesto del tema principale: l'archivio fotografico. Il tema faceva riferimento all'attuale tendenza per la fotografia d'archivio. Come ha sottolineato Marianna Otmianowska, allora direttrice dell'Archivio Digitale Nazionale, "È in corso la ricerca delle tracce del passato". Quindi l'enfasi di questa edizione è stata posta sulle fotografie vernacolari, sugli archivi privati e gli album di famiglia.
Rie Yamada è una fotografa giapponese stabilitasi a Berlino. Nel suo progetto intitolato "Familie Werden" ricrea foto di famiglia in modo divertente e assurdo, interpretando il ruolo di ciascuno dei membri della famiglia. Teresa Anniuk-Gulak ha trovato un altro modo di interpretare l'album di famiglia, elaborando in modo originale una serie di fotografie sulla sua defunta madre. Gli album di famiglia e le fotografie vernacolari sono apparse anche nella mostra intitolata "Eros e Thanatos. Le pioniere della fotografia professionale di Bydgoszcz 1888-1945", curata da Katarzyna Gębarowska. A sua volta Marcela Paniak ha condotto seminari per tutti gli interessati alla fotografia di famiglia d'archivio e agli aspetti ad essa legati di storia, memoria e identità.
Dall'archivio fotografico dell'autore provengono le fotografie dell'eccezionale fotografo polacco Bogdan Konopka(1953-2019). Dall'archivio di Tomasz Gudzowaty proviene il ciclo dal titolo "Proof", che consiste in fotografie originariamente considerate sottoprodotti dell'attuale processo Polaroid Type 55.
Gli artisti invitati hanno condotto numerosi laboratori e mostre fotografiche nello spazio cittadino, che hanno permesso di mostrare i valori paesaggistici di Bydgoszcz. È stato invitato a collaborare un artista che crea murali con lo pseudonimo di Sepc. Questo autore colombiano ha escogitato un modo insolito di giocare con la strada tramite la fotografia, creando murali al negativo. L'effetto finale, cioè il positivo, è visibile solo dopo la ricreazione dei colori in un'applicazione mobile. Sul murale vediamo Jadwiga Szopieraj, una delle pioniere della fotografia professionale a Bydgoszcz. Lo svelamento ufficiale del murale è avvenuto nell'ambito del prologo del festival.
La vincitrice del primo premio al concorso Vintage Grand Prix 2019 è stata Agnieszka Grymowicz. Il progetto "Oltre il tempo" è costituito da ritratti di parenti dell'artista realizzati con la tecnica della luxografia. Al secondo posto si è classificato Karol Szymkowiak. Il suo progetto "C'è sempre un tango" rappresenta ricordi del nonno dell'artista ispirati da spartiti di tango ritrovati tra i ricordi del sig. Władysław. Il terzo posto è stato assegnato a Igor Tereshkov. Il suo progetto "Petrolio e Muschio" illustra la catastrofe ecologica in Russia. Questo progetto consiste in fotografie realizzate su lastra da 35 millimetri che l'artista ha realizzato con l'aggiunta di petrolio greggio dalle fuoriuscite del KhMAO (Circondario autonomo degli Chanty-Mansi-Jugra), al fine di presentare materialmente il degrado ambientale della regione. Il riconoscimento onorario in questa edizione è stato assegnato a: Celeste Ortiz, Wojciech Sternak e Adam Juszkiewicz.

### Vintage Photo Festival 2020
Il tema della sesta edizione del Vintage Photo Festival è stata la "libertà". Inizialmente questo pensiero è sorto in relazione al 100º anniversario del ritorno di Bydgoszcz alla Polonia nel 2020. Tuttavia in seguito è iniziata la pandemia del COVID-19. Per questo motivo le mostre presentate nell'ambito della sesta edizione del festival hanno sollevato il tema della libertà in vari contesti, sia come liberazione dalla schiavitù, la libertà personale, sia quella relativa all'isolamento, alla chiusura fisica causata dalla pandemia.
Una delle mostre è stata "Leicari". Dagli anni Venti del XX secolo nelle strade di Bygdoszcz è comparso un nuovo tipo di fotografo: il fotografo di strada, noto anche come "leicaro". Come scrive nell'introduzione al programma del festival Małgorzata Czyńska, "Invece di fotografie posate realizzate nell'atelier, studiate e statiche, è arrivata la naturalezza, la vita stessa. I fotografi sono andati per le strade della città e hanno immortalato gli abitanti in movimento, di corsa, di fretta. La rivoluzione è avvenuta grazie alla macchina fotografica di piccolo formato Leica." È proprio grazie ad essa che sappiamo che aspetto avevano Bydgoszcz e i suoi abitanti il giorno della conquista dell'indipendenza.
La mostra di Masha Svyatogor "Everybody dance!" ha raccolto lavori nati intorno alla riflessione dell'artista sul tema dell'URSS e del concetto di "sovietico". I lavori sono basati su fotografie trovate in molti numeri della rivista "Sovetskoe Foto”, rappresentante il materiale visuale del governo sovietico e da esso utilizzato per creare la sua immagine "cerimoniale". L'artista crea fotomontaggi manualmente, rinunciando deliberatamente alle tecnologie digitali, evocando così la metafora del tessuto della storia. Masha letteralmente taglia il "tessuto": smonta le immagini ufficiali e le usa per creare le sue immagini surrealiste e decorative.
Un diverso contesto di libertà si è potuto vedere nei lavori della fotografa iraniana Parisa Aminolahi, che sono una registrazione fotografica di una vita che si svolge in due luoghi geograficamente e socialmente estremamente diversi: l'Iran e i Paesi Bassi. La libertà dalle restrizioni, la libertà che caratterizza la vita di un emigrato si intrecciava con il senso di responsabilità verso i genitori rimasti in Iran.
È stato possibile trovare il tema della pandemia e della quarantena nella collezione "Quarantine" di Han Cao, che comprendeva maschere ricamate a mano applicate a vecchie fotografie degli anni 1900-1940.
Vincitore del primo premio al Vintage Grand Prix 2020 è stato il fotografo cileno Marcelo Aragonese. Il progetto "Fili e luce" unisce la fotografia analogica con l'ingerenza dei tessuti sotto forma di ricamo. Al secondo posto si è classificata Katarzyna Kryńska. Al terzo posto Paz Olivares Droguett, che su lastra colorata ha registrato quotidianamente la trasformazione della casa dei nonni nella propria, interrogandosi sull'importanza dello spazio intimo durante la quarantena. In questa edizione i riconoscimenti onorari sono stati assegnati a: Iwona Germanek, Ciro Battiloro, Camila Alvarez e Filippo Bardazzi.